# S vremena na vreme
A S vremena na vreme (cirill betűkkel: С времена на време) egy szerb együttes, zenéjükben a rock ötvöződik népzenei elemekkel. Nevük jelentése: Időről időre. 1972-ben alakultak Belgrádban, 1979-ben feloszlottak, majd az 1990-es években újra összeálltak néhány koncert erejéig.

## Tagok
- Miomir "Miki" Đukić – ritmusgitár, ének
- Nikola Jager – dob
- Ljubomir "Ljuba" Ninković – szólógitár, billentyűs hangszerek, ének
- Vojislav "Koki" Dukić – basszusgitár
- Asim Sarvan – ének

## Lemezeik

### Kislemezek
- “Suncana strana ulice” / “Ponekad” (Pobeda/Radio Krusevac 1973.)
- “Cudno drvo” / “Odisej” (Jugoton 1973.)
- “Povratna karta” / “Djacki rastanak” (PGP RTB 1974.)
- “Jana” / “Tavna noc” (PGP RTB 1974.)
- “Kao vreme ispred nas” / “Kad budem stariji” (Studio B 1974.)
- “Dixie band” / “Tema za sargiju” (RTV LJ 1975.)
- “Put putuje karavan” / “Prica sa istocne strane” (PGP RTB 1977.)
- “Moj svet” / “Saveti dobroj kuci” (PGP RTB 1977.)
- “Ucinila je pravu stvar” / “Spavaj” (PGP RTB 1978.)

### Nagylemezek
- “S vremena na vreme” (RTV LJ 1975.)
- “Moj svet” (PGP RTB 1978, válogatás)
- “Paviljon G” (PGP RTB 1979.)
- “Najveci hitovi grupe S vremena na vreme” Ljuba i Asim (PGP RTB 1990, válogatás)
- “Vreme ispred nas” (PGP RTS 1993, válogatás)
- “Posle kraja” (ITMM 1995.)
- “Unplugged” (Komuna 1997, koncert)